# Teriasca
Teriasca (Tiasca in ligure) è una frazione di 316 abitanti del comune di Sori, nella città metropolitana di Genova, in Liguria. All'interno della frazione vi è anche la località di Cortino, situata nella parte bassa della valle.

## Geografia fisica
Teriasca è situata in una stretta valle. Nella parte più a sud del paese si trova la località Cortino, che dista poco meno di 1 km dal resto della frazione. In questa frazione scorrono molti rii, che successivamente confluiscono nel torrente Sori, il fiume del paese Sori.

## Origini del nome
Il significato del nome "Teriasca" è ancora oggi abbastanza incerto. Alcuni studiosi locali ritengono che la parte finale del nome, "-asca", derivi dalla parola ligure preromana "asco" o "asca", che significherebbe "corso d'acqua". L'origine della prima parte del nome è invece ignota.

## Storia

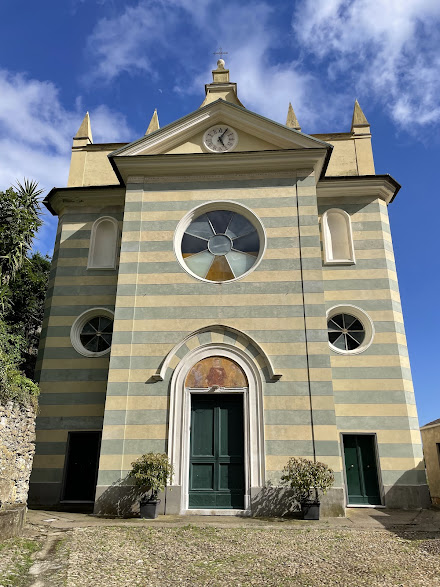
La chiesa parrocchiale di San Lorenzo, del XVI secolo.

Anche le origini del paese stesso sono difficilmente rintracciabili. L'ipotesi più plausibile è che sia nato come un piccolo nucleo di case temporaneo usato da alcuni abitanti della vicina Pieve Ligure che nel periodo estivo portavano il loro bestiame in questa valle. Questa tesi sarebbe avallata ulteriormente dalla presunta origine del nominativo della frazione.
I primi abitanti stabili si sono fermati in questa località prima del Duecento, dato che il nome del paese (citato spesso con la forma "Tivirasca") è attestato nei documenti del notatio Guglielmo da Sori, in cui sono ricorrenti lasciti testamentari e compravvendite di terreni in questa località, il più antico dei quali è datato al luglio 1200. Tra questi documenti è degno di nota un atto di compravvendita di un mulino, fatto che dimostra una certa vivacità economica del paese. Uno sviluppo maggiore di Teriasca c'è stato nel '500, incentivato sicuramente dalle continue incursioni saracene come quella che afflisse Sori nel 1584. Questa valle permetteva agli abitanti di Sori di proteggersi da suddette incursioni nell'immediato entroterra.
Da un punto di vista amministrativo la comunità di Teriasca fece parte del territorio di Canepa, fino alla soppressione di quest'ultimo come comune autonomo nel 1929 e l'incorporazione nell'odierno comune di Sori. Come l'attuale capoluogo anche il territorio teriaschese rientrò ben presto nei domini della Repubblica di Genova che, come i vicini borghi e paesi del Golfo Paradiso, lo inserì nella giurisdizione della podesteria del Bisagno e, dal 1606, nel successivo capitaneato di Recco seguendone le sorti.
Con la nuova dominazione francese di Napoleone Bonaparte in Liguria le quattro municipalità di Sori, Pieve di Sori, Canepa e Sant'Apollinare rientrarono dal 2 dicembre 1797 nel Dipartimento del Golfo del Tigullio, con capoluogo Rapallo, all'interno della Repubblica Ligure annessa al Primo Impero francese. Dal 28 aprile del 1798 con i nuovi ordinamenti francesi, Teriasca rientrò nel III Cantone, con capoluogo Sori, della Giurisdizione della Frutta e dal 1803 centro principale del VI Cantone della Frutta nella Giurisdizione del Centro. Dal 13 giugno 1805 al 1814 venne inserito nel Dipartimento di Genova.
Nel 1815 fu inglobato nel Regno di Sardegna, così come stabilì il Congresso di Vienna del 1814 anche per gli altri comuni della repubblica ligure, e dal 1861 nel successivo Regno d'Italia. Nel 1836 presentava una popolazione di 270 abitanti. Dal 1859 al 1926 il territorio fu compreso nel VI mandamento di Recco del circondario di Genova della provincia di Genova. Tre anni dopo, nel 1929, il comune di Canepa venne soppresso e confluì nella municipalità di Sori: Teriasca ne divenne quindi frazione.

## Monumenti e luoghi d'interesse

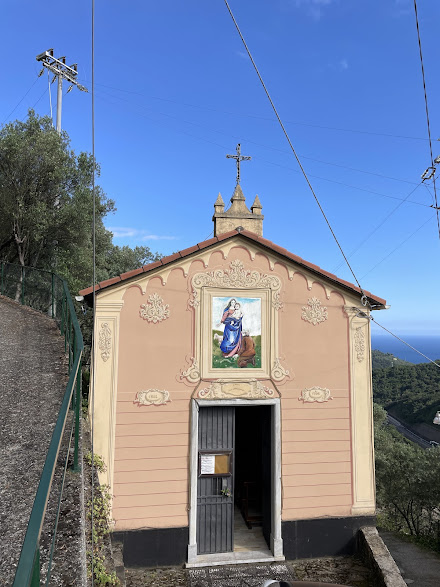
La cappella di Nostra Signora della Guardia, presso l'abitato di Cortino.

### Architetture religiose
- Chiesa parrocchiale di San Lorenzo del XVI secolo.
- Cappella di Nostra Signora della Guardia presso la località di Cortino, edificata nel 1854.